# یواس‌اس واتسکا (وای‌تی-۳۸۷)
یواس‌اس واتسکا (وای‌تی-۳۸۷) (به انگلیسی: USS Watseka (YT-387)) یک کشتی بود که طول آن ۱۰۰ فوت (۳۰ متر) بود.